# Fascia brahială

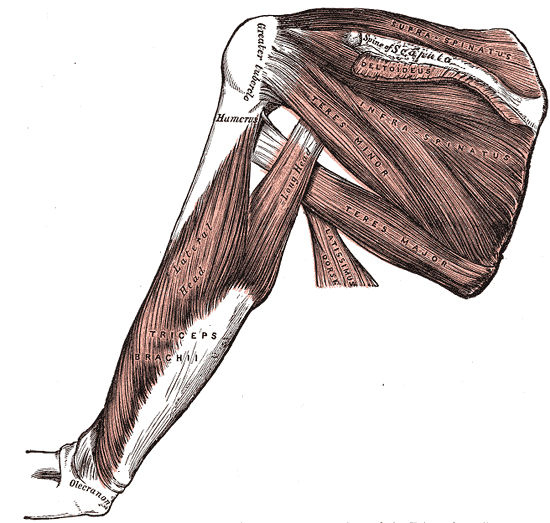
Mușchii dorsali ai omoplatului și tricepsul brahial

Fascia brahială sau fascia brațului (Fascia brachii) este o teacă fibroasă și rezistentă care acoperă mușchii brațului ca un manșon, aflându-se sub piele. Superior continuă fascia deltoidiană și pe cele pectorale, iar distal se prinde pe olecran și pe epicondilul medial și pe cel lateral al humerusului, continuând cu fascia antebrahială.  De pe suprafața interioară a fasciei brahiale se desprind două despărțitoare musculare: septul intermuscular lateral și septul intermuscular medial.  Se formează astfel două loje: o lojă anterioară pentru mușchiul biceps brahial și mușchiul brahial, și o lojă posterioară pentru mușchiul triceps brahial.

## Descrierea
Fascia brahială se află sub piele, are o formă cilindrică și înconjoară brațul ca un manșon acoperind mușchii brațului. Structural, fascia brahială este formată predominant din fibre conjunctive circulare și longitudinale (oblice inferior și medial). 
Este subțire anterior (deasupra mușchiului biceps brahial), dar mai groasă posterior (deasupra mușchiului triceps brahial și epicondililor humerali). Fascia brahială este mai densă posterior, în treimea mijlocie a brațului și sub mușchiul deltoid.  Ea este întărită medial de fibre provenind din mușchiul pectoral mare (Musculus pectoralis major) și mușchiul dorsal mare (Musculus latissimus dorsi), iar lateral de fibre provenind din mușchiul deltoid (Musculus deltoideus). Pe fascia brațului și în special pe septurile sale se inseră mușchiul brahial (Musculus brachialis) și mușchiul brahioradial (Musculus brachioradialis), care acționează ca tensori ai săi.
Fascia brațului se continuă proximal (superior) cu fascia pectoralului mare (Fascia pectoralis), fascia infraspinoasă (Fascia infraspinata), fascia deltoidiană (Fascia deltoidea) și cu fascia axilară (Fascia axillaris). Extremitatea sa distală (inferioară) la nivelul cotului se prinde pe cei doi epicondili humerali (epicondilul lateral și epicondilul medial) și pe olecran, iar apoi se continuă în jos cu fascia antebrahială (Fascia antebrachii).
Suprafața interioară a fasciei brațului este în raport cu mușchii, cărora le furnizează fascii de înveliș. Pe fața superficială a ei se află vena cefalică (Vena cephalica) și vena basilică (Vena basilica), vasele limfatice și ramurile senzitive ale nervilor radial (Nervus radialis), cutanat brahial medial (Nervus cutaneus brachii medialis) și axilar (Nervus axillaris). Medial ea este perforată de orificii pentru trecerea acestor nervi și vene superficiale (prin cel mai mare trece vena bazilică).

## Septurile intermusculare
În jumătatea inferioară a umărului de pe fața internă a fasciei brahiale se desprind două despărțitoare sau septuri intermusculare conjunctivo-fibroase groase și rezistente, orientate transversal: septul intermuscular lateral și septul intermuscular medial. Aceste septuri merg până la humerus și separă mușchii regiunii anterioare de cei ai regiunii posterioare a brațului și servesc ca locuri de inserție a unor mușchii ai brațului și antebrațului. 

### Septul intermuscular lateral al brațului
Septul intermuscular lateral al brațului (Septum intermusculare brachii laterale) se inserează pe creasta tuberculului mare (= buza laterală a șanțului intertubercular) (Crista tuberculi majoris), pe marginea laterală a humerusului (Margo lateralis humeri) sub tuberozitatea deltoidiană (Tuberositas deltoidea humeri) și pe epicondilul lateral al humerusului (Epicondylus lateralis humeri) și separă capul lateral și medial al mușchiului triceps brahial de mușchiul brahial și mușchiul brahioradial. El se continuă în sus cu tendonul mușchiului deltoid.
Acest sept este perforat dinspre posterior spre anterior în jumătatea inferioară a brațului, de nervul radial (Nervus radialis) și de artera colaterală radială (Arteria collateralis radialis), care este o ramură a arterei brahiale profunde (Arteria profunda brachii). 
Pe septul intermuscular lateral se inserează posterior mușchiul triceps brahial (Musculus triceps brachii), iar anterior mușchiul brahial (Musculus brachialis), mușchiul brahioradial (Musculus brachioradialis) și mușchiul lung extensor radial al carpului (Musculus extensor carpi radialis longus).

### Septul intermuscular medial al brațului
Septul intermuscular medial al brațului (Septum intermusculare brachii mediale) mai bine pronunțat și mai gros este situată pe suprafața internă a umărului și se inserează pe creasta tuberculului mic  (= buza medială a șanțului intertubercular) (Crista tuberculi minoris), pe marginea medială a humerusului (Margo medialis humeri) sub inserția mușchiului coracobrahial (Musculus coracobrachialis) și pe epicondilul medial al humerusului (Epicondylus medialis humeri) și separă capul medial al mușchiului triceps brahial de mușchiul brahial și mușchiul rotund pronator (Musculus pronator teres). El se continuă în sus cu tendonul mușchiului coracobrahial. 
Pe septul intermuscular medial al brațului se inserează posterior mușchiul triceps brahial, iar anterior mușchiul brahial. Pe fața sa anterioară coboară vasele brahiale: artera colaterală ulnară superioară (Arteria collateralis ulnaris superior) și o ramură posterioară a arterei colaterale ulnare inferioare (Arteria collateralis ulnaris inferior) și nervul median, iar pe cea posterioară nervul ulnar (care îl perforează dinspre anterior spre posterior). 

## Loje musculare
Cele două septuri intermusculare împart brațul în două loji musculare: o lojă anterioară pentru mușchiul biceps brahial și mușchiul brahial, și o lojă posterioară pentru mușchiul triceps brahial. Lojile comunică între ele prin numeroase orificii care perforează septurile intermusculare și prin care trec vase și nervi (nervii ulnar și radial). Nervul ulnar, artera colaterală ulnară superioară și ramura posterioară a arterei colaterale ulnare inferioare perforează septul medial, iar nervul radial și artera colaterală radială perforează septul lateral.